# Simão
Simão Pedro Fonseca Sabrosa (Constantim, 31. listopada 1979.) je bivši portugalski nogometaš i reprezentativac koji je igrao na poziciji krilnog napadača.

## Vanjske poveznice
- Profil na Transfermarktu
- Profil na Soccerwayu